# Fåglums landskommun
Fåglums landskommun var en tidigare kommun i dåvarande Skaraborgs län.

## Administrativ historik
Kommunen inrättades i Fåglums socken i Barne härad i Västergötland när 1862 års kommunalförordningar trädde i kraft.
1 januari 1948 (enligt beslut den 20 december 1946) överfördes till Fåglums landskommun från Lekåsa landskommun den obebodda fastigheten Bronäset, omfattande en areal 0,001 km² land.
Vid kommunreformen 1952 uppgick landskommunen i Essunga landskommun som 1971 ombildades till Essunga kommun.